# Dunărea Galați în sezonul 1993-1994
Sezonul 1993-1994  este un sezon foarte greu pentru Dunărea Galați, care poartă denumirea de Gloria CFR Galați care efectiv nu a avut nici o legătură cu clubul fondat în 1932. Aurel Drăgan este antrenorul echipei în acest sezon, un om care a adus multe beneficii fotbalului gălățean a descoperit multe talente pe care le-a propulsat în fotbalul mare, președinte este Ilie Hagioglu fost jucător al echipei a evoluat pe postul de portar instalat din 1990-1991 în funcție, antrenor secund Haralambie Antohi și desigur George Seferiș organizator de competiții acesta este staff-ul echipei pentru acest sezon, următorul sezon adică în 1994-1995 va purta echipa denumirea de Constant Galați sau Constant CFR Galați, în altă ordine de idei echipa nu părea să fie pregătită doar de Aurel Drăgan, ci și de Valentin Kramer despărțit atunci de Gloria Buzău, dar și de Spiridon Niculescu cunoscut pentru că mai antrenase și în perioada Dunărea CSU Galați sezonul 1985-1986, 1986-1987, perioada Gloria CFR Galați 1993-1994, și după aceea în sezonul 2007-2008 mai exact!.

## Echipă
| Nr. |         | Poziție | Jucător             |
| --- | ------- | ------- | ------------------- |
| -   | România | P       | Constantin Flutur   |
| -   | România | P       | Adrian Bontea       |
| -   | România | P       | Valentin Buruiană   |
| -   | România | P       | Ioan Șara           |
| -   | România | F       | Florin Cujbă        |
| -   | România | F       | Andrei              |
| -   | România | F       | Tudose              |
| -   | România | F       | Aurelian Brașoveanu |
| -   | România | F       | George Bedreagă     |
| -   | România | F       | Sorin Basalâc       |
| -   | România | F       | David Asandei       |
| -   | România | F       | Damian Băncilă      |
| -   | România | F       | Cornel Turcu        |
| -   | România | F       | Adrian Oprea        |
| -   | România | M       | Gabriel Chebac      |
| -   | România | M       | Iulian Smadu        |
| -   | România | M       | Tudorel Chivu       |
| -   | România | M       | Gheorghe Ichim      |
| -   | România | M       | Marian Ghibea       |
| -   | România | M       | Georges Mihai       |
| -   | România | M       | Constantin Tudosă   |
| -   | România | M       | Cătălin Savu        |
| -   | România | M       | Iulian Neculai      |
| -   | România | M       | Cristian Alexandru  |
| -   | România | A       | Dănuț Oprea         |
| -   | România | A       | Jiribie             |
| -   | România | A       | Daniel Baston       |
| -   | România | A       | Dorinel Dragomir    |
| -   | România | A       | Haralambie Antohi   |

## Transferuri

### Sosiri
| Post | Jucător            | De la echipa     | Suma de transfer  | Dată |  | ---- |
| ---- | ------------------ | ---------------- | ----------------- | ---- |  | ---- |
| M    | Georges Mihai      | Portul Constanța | liber de contract | -    |  |      |
| F    | Damian Băncilă     | Oțelul Galați    | liber de contract | -    |  |      |
| A    | Dănuț Oprea        | Oțelul Galați    | liber de contract | -    |  |      |
| A    | Daniel Baston      | Oțelul Galați    | liber de contract | -    |  |      |
| F    | George Bedreagă    | Oțelul Galați    | liber de contract | -    |  |      |
| M    | Iulian Neculai     | Oțelul Galați    | liber de contract | -    |  |      |
| M    | Constantin Tudosă  | Oțelul Galați    | liber de contract | -    |  |      |
| M    | Cătălin Savu       | Oțelul Galați    | liber de contract | -    |  |      |
| M    | Tudorel Chivu      | Gloria Buzău     | liber de contract | -    |  |      |
| P    | Ioan Șara          | Farul Constanța  | liber de contract | -    |  |      |
| M    | Cristian Alexandru | CSM Reșița       | liber de contract | -    |  |      |

### Plecări
| Post | Jucător | De la echipa | Suma de transfer | Dată |  | ---- |
| ---- | ------- | ------------ | ---------------- | ---- |  | ---- |

## Seria I

### Rezultate
| Victorii | Egaluri | Înfrângeri | Cea mai mare victorie | Cea mai mare înfrangere |

### Sezon intern
| 1  | Gloria CFR Galați     | Flacăra Moreni        | Ghibea 14' Brașoveanu 68' Băncilă 73' Dragomir 79'                                          | 4-0 |
| 2  | CSM Suceava           | Gloria CFR Galați     | Șușanu 16', 54', 63' Picătureanu 40', 80' Ghinea 48' Tudosă 13' Băncilă 45', 72' Antohi 85' | 6-4 |
| 3  | Gloria CFR Galați     | Foresta Fălticeni     | Tudosă 53' Dumitriu 74' Maftei 51'                                                          | 2-1 |
| 4  | FC Acord Focșani      | Gloria CFR Galați     | Serea 12', 83' Manta 15' Dragu 42', 70' Răducan 53', 62'                                    | 7-0 |
| 5  | Gloria CFR Galați     | FC Argeș Pitești      | Ghibea 34' Oprea 67' Nicolae 19' Barbu 35', 45' Ceaușu 60'                                  | 2-4 |
| 6  | Steaua Mizil          | Gloria CFR Galați     | Bumbescu 8' Stegaru 37', 50' Jilavu 60'                                                     | 4-0 |
| 7  | Gloria CFR Galați     | Constructorul Iași    | Chebac 52' (pen.) Onofrei 45' Mazilu 48'                                                    | 1-2 |
| 8  | Gloria Buzău          | Gloria CFR Galați     | Tudose 69'                                                                                  | 1-0 |
| 9  | Gloria CFR Galați     | ASA Târgu Mureș       | Antohi 29', 50' Cujbă 42' (pen.) Costan 14' Sălăgean 45' (pen.)                             | 3-2 |
| 10 | Selena Bacău          | Gloria CFR Galați     | Căpușă 15', 75' (pen.) Popovici 41' Oprea 48' (pen.)                                        | 3-1 |
| 11 | Gloria CFR Galați     | Metalul Plopeni       | Chivu 8' Chebac 57' Catincă 36'                                                             | 2-1 |
| 12 | Faur București        | Gloria CFR Galați     | Pomohaci 11', 36'                                                                           | 2-0 |
| 13 | Rocar București       | Gloria CFR Galați     | Năstase 86'                                                                                 | 1-0 |
| 14 | Gloria CFR Galați     | Callatis Mangalia     | Oprea 27' Basalâc 50' Chivu 68' Rotaru 76'                                                  | 4-0 |
| 15 | Portul Constanța      | Gloria CFR Galați     | Arăpașu 16', 28' Chirea 53' Zadea 81' Cujbă 45'                                             | 4-1 |
| 16 | Gloria CFR Galați     | Politehnica Iași      | Oprea 61'                                                                                   | 1-0 |
| 17 | Chimia Râmnicu Vâlcea | Gloria CFR Galați     | Moldoveanu 48'                                                                              | 1-0 |
| 18 | Flacăra Moreni        | Gloria CFR Galați     | Andreicuț 25'                                                                               | 1-0 |
| 19 | Gloria CFR Galați     | Bucovina Suceava      | Oprea 30' Andrei 45' Oprea 68' Ghinea 24'                                                   | 3-1 |
| 20 | Foresta Fălticeni     | Gloria CFR Galați     | Croitoru 6' Maftei 60'                                                                      | 2-0 |
| 21 | Gloria CFR Galați     | FC Acord Focșani      | Oprea 67' Serea 50' Brutaru 90'                                                             | 1-2 |
| 22 | FC Argeș Pitești      | Gloria CFR Galați     |                                                                                             | 0-0 |
| 23 | Gloria CFR Galați     | Steaua Mizil          | Oprea 47'                                                                                   | 1-0 |
| 24 | Constructorul Iași    | Gloria CFR Galați     |                                                                                             | 0-0 |
| 25 | Gloria CFR Galați     | Gloria Buzău          | Baston 9' Oprea 16'                                                                         | 2-0 |
| 26 | ASA Târgu Mureș       | Gloria CFR Galați     | Șomfălean 84' Georges 35'                                                                   | 1-1 |
| 27 | Gloria CFR Galați     | Selena Bacău          | Baston 4', 44'                                                                              | 2-0 |
| 28 | Metalul Plopeni       | Gloria CFR Galați     | Nicorescu 53' Argăseală 85' Chivu 68' Baston 87'                                            | 2-2 |
| 29 | Gloria CFR Galați     | Faur București        | Georges 51' Chebac 65' Sgârdea 29'                                                          | 2-1 |
| 30 | Gloria CFR Galați     | Rocar București       | Baston 15' (pen.) Cujbă 73' Stancu 45' Stoian 85' (pen.)                                    | 2-2 |
| 31 | Callatis Mangalia     | Gloria CFR Galați     | Sztan 3' Pall 52'                                                                           | 2-0 |
| 32 | Gloria CFR Galați     | Portul Constanța      | Baston 48'                                                                                  | 1-0 |
| 33 | Politehnica Iași      | Gloria CFR Galați     | Rotaru 12' Dobrea 29' Abălașei 34' Apachiței 34' Baston 72'                                 | 4-1 |
| 34 | Gloria CFR Galați     | Chimia Râmnicu Vâlcea | Cujbă 21', 49' Baston 84'                                                                   | 3-0 |

Clasamentul după 34 de etape se prezintă astfel: